# Mickelia nicotianifolia
Mickelia nicotianifolia, vrsta papratnjače iz Srednje i Južne Amerike i s Kariba

## Sinonimi
- Acrostichum nicotianifolium Sw.
- Acrostichum nicotinanifolium var. saxicolum Jenm.
- Anapausia acuminata Presl
- Anapausia nicotianifolium (Sw.) Presl
- Bolbitis killipii (Maxon) Lellinger
- Bolbitis nicotianifolia (Sw.) Alston
- Bolbitis nicotianifolia (Sw.) Ching
- Chrysodium acuminatum Mett.
- Chrysodium nicotianifolium (Sw.) Mett.
- Gymnopteris acuminata Presl
- Gymnopteris acuminata var. heterophylla Fée
- Gymnopteris nicotianifolia (Sw.) Presl
- Leptochilus killipii Maxon
- Leptochilus nicotianifolius (Sw.) C. Chr.
- Leptochilus nicotianifolius var. simplex Rosenst.